# Scary Monsters and Nice Sprites (chanson)
 (juillet 2012).
Si vous disposez d'ouvrages ou d'articles de référence ou si vous connaissez des sites web de qualité traitant du thème abordé ici, merci de compléter l'article en donnant les références utiles à sa vérifiabilité et en les liant à la section « Notes et références ».
Singles de Skrillex
Kill EVERYBODY
(2010) Reptile's Theme
(2011)
Scary Monsters and Nice Sprites est une chanson du producteur américain de musique électronique Skrillex. Le morceau est sorti en tant que second single de son second EP du même nom le 25 octobre 2010. La chanson a des tendances de dubstep évidentes et utilise des éléments d'electro house. Le morceau utilise également un extrait vocal des exclamations de Rachael Nedrow criant « Yes, oh my Gosh! ». Le single se classe aux États-Unis, Royaume-Uni, Australie, Canada, Norvège et Suède. Le 9 décembre 2011, la chanson a été certifiée disque d'or par la Recording Industry Association of America (RIAA), avec des ventes dépassant 500 000 unités. Il a également été certifié disque d'or au Canada, avec des ventes dépassant 40 000 unités. Le 12 février 2012, la chanson a été élu meilleur enregistrement de danse à la cérémonie du 54e Grammy. La version audio a été écoutée plus de 350 millions de fois sur YouTube ce qui en fait la chanson dubstep la plus écoutée[réf. nécessaire].
Il a été utilisé dans une publicité pour GoPro intitulé "Kiss Kayak avec Ben Brown". C'est l'une des musiques de la bande originale du film Spring Breakers, réalisé par Harmony Korine.

## Remixs officiels
- Dirtyphonics Remix
- Juggernaut Remix
- Kaskade Remix
- Noisia Remix
- Phonat Remix
- Zedd Remix

## Classement
| Classement (2011-2012)         | Meilleure position |
| ------------------------------ | ------------------ |
| Norvège (VG-lista)             | 18                 |
| Royaume-Uni (UK Singles Chart) | 77                 |
| Suède (Sverigetopplistan)      | 20                 |

### Certifications
| Pays      | Organisme | Certification | Vente  |
| --------- | --------- | ------------- | ------ |
| Australie | ARIA      | Platine       | 70 000 |
| Danemark  | IFPI      | Platine       | 30 000 |